# Брэд Делп
Брэд Делп (англ. Brad Delp; также правильное правописание «Дельп»; род. 12 июня 1951 года, Пибоди, Массачусетс, США — 9 марта 2007 года, Аткинсон, Нью-Гэмпшир, США) — американский музыкант, наиболее известный как первоначальный вокалист рок-группы «Boston».

## Ранние годы
Делп родился в Пибоди, Массачусетс, 12 июня 1951 года. Его родители были франко-канадскими иммигрантами. Он вырос в Данверсе, штат Массачусетс.

## Музыкальная карьера
В 1970 году гитарист и друг детства Барри Гудро познакомил Брэда с Томом Шольцем, который искал певца для завершения нескольких демо-записей.
В конце концов Делп вместе с Шольцем сформировали недолговечную группу Mother’s Milk (1973-74).
После выпуска демо Epic Records в конце концов подписали контракт. Mother’s Milk был переименован в Boston.
Одноимённый дебютный альбом был записан с октября 1975-го по апрель 1976-го и выпущен в 25 августа.
Делп исполнил весь ведущий и бэк-гармоничный вокал, включая все многослойные вокальные наложения.
Дебютный альбом «Boston» разошёлся тиражом более 17 млн копий, и на нём были созданы такие рок-стандарты, как «More Than a Feeling», «Foreplay/Long Time» и «Peace of Mind».
Делп также стал соавтором «Smokin'» вместе с Шольцем и написал заключительный трек альбома «Let Me Take You Home Tonight».
Их следующий альбом «Don't Look Back» был выпущен двумя годами позже, 2 августа 1978 года.
Его выпуск породил новые хиты, такие как «Party», балладу «A Man I’ll Never Be», а также заглавный трек.
Как и в случае со «Smokin'», Делп и Шольц совместно работали над «Party», а Дельп написал «Used to Bad News».
После первых двух альбомов с «Boston» Делп исполнил вокал на одноимённом сольном альбоме Барри Гудро, выпущенном в 1980 году.
Перфекционизм Шольца и судебная тяжба с их звукозаписывающей компанией затормозили выпуск третьего альбома группы «Third Stage» до 1986 года.
Делп стал соавтором песен «Cool the Engines» и «Can'tcha Say (You Believe in Me)/Still in Love» для альбома, и обе песни широко транслировались по радио.
В 1991 году Делп и Гудро сформировали группу под названием RTZ.

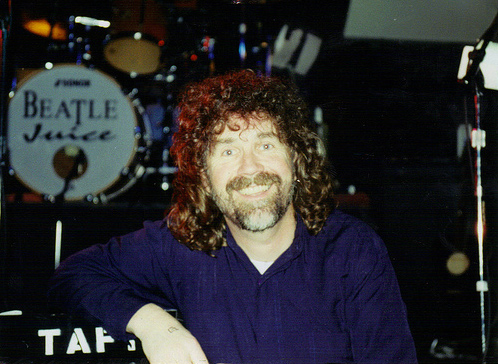

После того, как «Boston» выпустил альбом «Walk On» в 1994 году с Фрэн Космо на вокале, Делп воссоединился с группой позже в том же году для ещё одного крупного тура.
Делп продолжал записывать вокал для нескольких альбомов и проектов, включая новые треки для бостонского сборника Greatest Hits 1997 года и их релиза 2002 года Corporate America.
В это время Делп также был соавтором и записывался с бывшим товарищем по группе Boston Барри Гудро, а в 2003 году выпустил компакт-диск Delp and Goudreau.

## Голос
Делп наиболее известен своим высоким вокалом и диапазоном своего «золотого» голоса. Певческий голос Брэда — тенор.

## Смерть
Брэд Делп был найден мертвым у себя дома в Эткинсоне, штат Нью-Гемпшир, в ванной  9 марта 2007 года.
Умер от отравления угарным газом.
Рядом с телом было найдено несколько предсмертных записок.